# Rien van Nunen
Marinus (Rien) van Nunen (Prinsenbeek, 10 december 1912 – Haarlem, 6 september 1975) was een Nederlands acteur. 
Van Nunen werd geboren in Prinsenbeek (bij Breda), maar verhuisde als baby al naar Amsterdam, waar hij zijn carrière begon bij toneelgezelschappen. Hij kreeg nationale bekendheid met de televisieserie Stiefbeen en zoon. Voor deze NCRV-serie, die van 1963 tot 1971 werd uitgezonden en waarin hij samen met Piet Römer speelde kreeg hij in 1964 de eerste Gouden Televizier-Ring. Rien van Nunen speelde vader Toon Stiefbeen. Van 1962 tot 1969 speelde hij de rol van burgemeester in Swiebertje. Hij werd in 1970 opgevolgd door Louis Borel. Van 1967 tot 1969 had hij de hoofdrol als taxichauffeur Freek Nijman in de serie Eerste man!.
Door ernstige reuma gehinderd, werd hij min of meer gedwongen te stoppen met acteren. Later bracht hij samen met Bert van Dongen het liedjesprogramma Breng eens een zonnetje. Zijn eerste vrouw was Maria Thekla (Riet) van Haagen. Samen runden zij korte tijd een slijterij in de Amsterdamse Swammerdamstraat.  Uit dit huwelijk werden drie kinderen geboren: Henk, Ton en Rini. Zijn tweede vrouw was actrice Hella Faassen. Ook uit dit huwelijk werden drie kinderen geboren, onder wie de dochters Anke en Rieneke. 
Van Nunen overleed op 62-jarige leeftijd aan de gevolgen van reuma.